# Літературна премія «Великий Їжак»

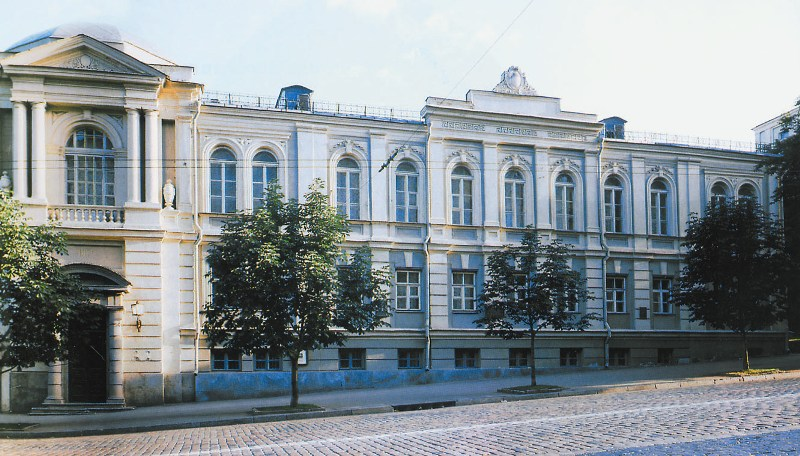
Національний музей літератури України

Літературна премія «Великий Їжак» — українська недержавна премія, якою відзначаються сучасні автори найкращих україномовних книг для дітей.

## Заснування премії
Премія заснована у 2011 році. Засновники — громадські організації «Літературна премія „Великий Їжак“» і «Центр дослідження літератури для дітей та юнацтва».
На засновників покладено організаційно-фінансове забезпечення премії.
Літературну політику премії повністю визначає сформований засновниками Комітет Премії, до якого запрошуються видатні письменники, представники літературної громадськості, діячі культури.
Літературна премія «Великий Їжак» заснована з метою підвищення суспільної значущості сучасної української літератури для дітей, привернення до неї уваги читачів та суспільства в цілому.
Одночасно з Літературною премією «Великий Їжак» засновані відзнаки «Малий Їжак», а також «Їжак для перекладача» та «Їжак для художника». Останні дві відзнаки регулюються окремими положеннями.

## Висування претендентів на премію
Право висувати книги на здобуття Премії мають громадяни України — редактори, члени редколегій літературних та літературознавчих періодичних видань, представники творчих спілок, бібліотек, університетів, книжкових видавництв, засобів масової інформації тощо.
Рукописи та журнальні публікації на здобуття Премії висуватися не можуть.

## Присудження премії
Премію присуджують щорічно за найкращу книгу для дітей українською мовою.
Комітет Премії щороку призначає Журі Премії в складі 7 осіб, які оголошують «список фіналістів» і проводять інформаційно-рекламну кампанію довкола премії та книг, включених до «Списку фіналістів», мета якої — привернути увагу дітей, батьків, бібліотекарів, учителів до найкращих україномовних книг для дітей, сприяти комерційному успіху цих книг.
У «Список фіналістів» включається дев'ять номінантів. Твори, включені до «Списку фіналістів», повинні розподілятися за віковими категоріями: 
- три — для дітей від 2 до 6 років;
- три — для дітей від 6 до 9 років;
- три — для дітей від 9 до 14 років.

У кожній із вікових категорій визначається найкращий. Автори творів, визнаних найкращими у відповідних вікових номінаціях, отримують Дипломи Премії та Пам'ятні Знаки Премії. Журі Премії оголошує з списку фіналістів одного лауреата Літературної премії «Великий Їжак». Премія не може бути присуджена посмертно.
Розмір грошової частини Премії — гривневий еквівалент однієї тисячі євро.

## Вручення премії
Оголошення лауреата та вручення премії відбувається 1 червня (Міжнародний день захисту дітей) на урочистій церемонії вручення.
Одночасно вручається «Малий Їжак» — відзнака за найкращий оригінальний літературний твір (раніше не опублікований), написаний дитиною до 15 років. «Малий Їжак» не має грошового вираження.